# Phép xã giao tại Myanmar
Nghi thức xã giao tại Mi-an-ma hay bộ quy tắc hành vi xã hội chi phối sự tương tác giữa con người với nhau, vốn bắt nguồn rộng rãi từ Phật giáo Nam tông và tập trung vào các giá trị cốt lõi của nền tảng tôn giáo này. Giống như nhiều nền văn hóa xã hội khác, phép xã giao biến thiên rất nhiều phụ thuộc vào địa vị của một người tùy theo người được hỏi. Một vài quy ước tùy thuộc vào thực tiễn cũng như thói quen của từng vùng miền, và do đó không thể tồn tại ở khắp mọi nơi trên đất Mi-an-ma. Một số tục lệ đã và đang thay đổi xuyên suốt dòng chảy lịch sử Mi-an-ma.

### Danh mục sách tham khảo
- Tiến sĩ Tha Tun Oo (2006). Today Publishing House (biên tập). Myanmar Culture [Văn hóa Mi-an-ma] (bằng tiếng Anh). Myanmar.{{Chú thích sách}}:  Quản lý CS1: địa điểm thiếu nhà xuất bản (liên kết)
- Tiến sĩ Khin Maung Win (2014). U Kyaw Oo (biên tập). Colourful Myanmar [Mi-an-ma đa màu sắc] (bằng tiếng Anh). Myanmar.{{Chú thích sách}}:  Quản lý CS1: địa điểm thiếu nhà xuất bản (liên kết)